# Edward Barcik
Edward Barcik (né le 30 mai 1950 à Prusice, en Pologne) est un coureur cycliste polonais. Il a notamment participé aux Jeux olympiques d'été de 1972 à Munich, où il remporta la médaille d'argent lors du 100 km par équipes.

## Palmarès
- 1970
  -  Champion de Pologne du contre-la-montre
- 1971
  -  Champion de Pologne sur route
  - 3e du championnat du monde de cyclisme contre-la-montre de 100 km par équipes
- 1972
  -  Médaillé d'argent du contre-la-montre par équipes aux Jeux olympiques
  - Małopolski Wyścig Górski
- 1975
  - Szlakiem Grodów Piastowskich